# Категая, Эрия
Эрия Категая (англ. Eriya Kategaya; 4 июля 1945, Нтунгамо, район Мбарра, протекторат Уганда — 2 марта 2013, Найроби, Кения) — угандийский государственный деятель, министр иностранных дел Уганды (1996—2001).

## Биография
Был одноклассником президента Мусевени, в одно время с ним же учился в Университете Дар-эс-Салама, получил высшее юридическое образование.
Являлся одним из руководителей Фронта национального спасения (ФРОНАСА), который с помощью танзанийский войск сверг режим Иди Амина. В 1980 г. стал одним из основателей Патриотического движения Уганды, которое развернуло партизанскую войну против президента Милтона Оботе, преобразованного впоследствии в правящую при Мусевени партию — Движение национального сопротивления.
- 1986 г. — назначен на должность национального политического комиссара,
- 1996—2001 гг. — министр иностранных дел,
- 2001—2003 гг. — министр внутренних дел Уганды. Был отправлен в отставку, когда выступил против изменений в Конституцию, которая на тот момент ограничивала продолжительность нахождения президента у власти,
- 2003—2006 гг. — занимался адвокатской практикой. В декабре 2004 г. участвовал в организации Форума за демократические перемены, направленного против режима Мусевени,
- с 2006 г. — заместитель премьер-министра и министр по делам Восточноафриканского сообщества, оставив оппозиционную деятельность.